# Капуа
Вижте пояснителната страница за други значения на Капуа.
Ка̀пуа (на италиански: Capua) e град и община в провинция Казерта, регион Кампания, Южна Италия. Разположен е около река Волтурно. Населението му е 18 903 жители по данни от преброяването през 2009 г.

## История
Капуа е основан там, където е днешният Санта Мария Капуа Ветере и е значително селище през Античността и Ранното средновековие. След като е разрушен от сарацините през 840 г., лангобардите основават през 856 г. нов град като Капуа нова (Capua nova) на по-отдалечено място, наблизо до античния Касилинум (Casilinum). През 11 век Капуа е норманска. През 1860 г. Капуа е средище на съпротивата на неаполитанската армия против Джузепе Гарибалди.